# Факультет комп'ютерних наук Харківського національного університету радіоелектроніки
Факультет комп'ютерних наук — структурний підрозділ Харківського національного університету радіоелектроніки, що покликаний провадити підготовку спеціалістів з таких галузей як інженерія програмного забезпечення, комп’ютерні науки, інформаційні системи та технології тощо.

## Історія
Факультет комп'ютерних наук бере свій початок з 1947 року. Після реорганізацій гірничо-індустріального інституту в нову установу — Харківський гірничий інститут, на його базі було створено факультети:
- гірської автоматики, включав 8 кафедр і 2 спеціальності;
- шахтобудування, включав 6 кафедр;
- гірничо-електромеханічний, включав 11 кафедр;
- промислового транспорту, включав 4 кафедри.

Поступово зростала кількість студентів з 800 у 1947 до понад 2500 у 1952 навчальному році.
З 1958 року почався набір на нову спеціальність, що отримала назву «Гірська автоматика і телемеханіка». Відбувається реорганізація установи і факультет гірської автоматики перейменовують в факультет Автоматики і приладобудування з профілюючою кафедрою автоматики і телемеханіки під керівництвом професора, доктора технічних наук, Є. Я. Іванченка.
У 1966 році інститут був знову реорганізований і змінив не лише назву на Харківський інститут радіоелектроніки (ХІРЕ), але й кількість факультетів та спеціальностей:
- факультет Автоматики й Приладобудування (8 кафедр);
- радіотехнічний факультет (8 кафедр);
- факультет обчислювальної техніки (5 кафедр);
- радіофізичний факультет (6 кафедр);
- факультет електроніки (6 кафедр);
- факультет гірського машинобудування (3 кафедри)[1].

З 1969 року факультет Автоматики й приладобудування перейменованували у факультет Систем керування.
З проголошенням Незалежності змінюється статус закладу. У 1993 році інститут стає державним й змінює назву на Харківський державний технічний університет радіоелектроніки (ХДТУРЕ).
З 1995 року на базі закладу були утворені навчальні інститути комп'ютерних інформаційних технологій та радіоелектроніки, до першого ввішла реорганізований факультет Систем керування, що перетворився на факультет Комп'ютерних наук.
Деканом факультету Комп'ютерних наук з 2015 року працює професор, д.т.н. Андрій Леонідович Єрохін.

## Навчальна робота
На факультеті Комп’ютерних наук здійснюється підготовка спеціалістів за такими напрямами:
- інженерія програмного забезпечення;
- комп’ютерні науки;
- інформаційні системи та технології;
- видавництво та поліграфія.

## Наукові дослідження
У межах факультету здійснюються дослідження, удосконалення та розробки пов'язані з такими напрямами як:
- методи та інструментальні засоби розробки інтегрованих та веббазованих інформаційних систем;
- моделювання та оптимізація управління бізнес-процесами;
- штучний та обчислювальний інтелект;
- бази даних;
- інтелектуальний аналіз даних;
- інтелектуальна обробка даних, включаючи біомедичні дані;
- теорія прийняття рішень;
- математичні моделі та методи структурно-топологічного синтезу територіально розподілених об'єктів;
- математичне моделювання та розв'язання задач комбінаторної оптимізації у геометричному проєктуванні[1].

## Кафедри
У складі факультету функціює 5 кафедр:
- інформаційних управляючих систем (ІУС);
- медіасистем и технологій (МСТ);
- програмної інженерії (ПІ);
- системотехніки (СТ);
- штучного інтелекту (ШІ).

### Кафедра інформаційних управляючих систем (ІУС)
Завідувачем кафедри інформаційних управляючих систем є Віктор Макарович Левикін — доктор технічних наук, професор, відповідальний редактор журналу «АСУ та прилади автоматики».
Кафедра здійснює підготовку бакалаврів за освітніми програмами:
- Інформаційні системи і технології.
- Інформаційні системи в медицині.
- Комп'ютерні науки.

Кафедра інформаційних та управляючих систем готує магістрів за освітніми програмами:
- Інформаційні управляючі системи та технології.
- Управління IT-проектами в області інформатизації.

Серед наукових напрямів, що розробляються кафедрою слід виділити:
- методи та інструментальні засоби розробки інтегрованих та Web-базованих інформаційних систем;
- моделювання та оптимізація управління бізнес-процесами;
- методи прогнозування стохастичних динамічних рядів. Оцінка ефективності методів прогнозування та управління на базі нейромереж та генетичних алгоритмів;

технології проектування, адміністрування, моніторингу та менеджменту корпоративних мереж;
- дослідження методів перетворення і передачі інформації в ІУС;
- інформаційні технології та системи в медицині.

Кафедра здійсює співпрацю з співпрацює з українськими та закордонними компаніями, а також бере активну участь у різноманітних міжнародних програмах з обміну студентами.
Також на базі кафедри працює Університетська науково-навчальна лабораторія «Мережеві технології».

### Кафедра медіасистем и технологій (МСТ)
На кафедрі готують бакалаврів за спеціальністю Видавництво та поліграфія і магістрів за трьома спеціалізаціями:
- комп'ютерні технології та системи видавничо-поліграфічних виробництв;
- технології друкованих видань;
- технології електронних мультимедійних видань.

На кафедрі розробляються такі наукові напрями:
- геоінформаційні системи і технології;
- технології розробки електронних видань;
- системи автоматизації управління поліграфічним виробництвом;
- проблеми обробки цифрових зображень і відтворення кольору в поліграфії, комп'ютерна графіка.

Завідувачем кафедри медіасистем и технологій є Володимир Пилипович Ткаченко — кандидат технічних наук, професор, член науково методичної ради.
Кафедра здійснює підготовку фахівців у співпраці з університетами України й світу:
- НТУУ «КПІ ім. Сікорського»;
- Українською академією друкарства;
- Штутгартським медіауніверситетом (Німеччина);
- Варшавською політехнікою (Польща).

2017 році був укладений договір про можливість отримання подвійного диплому: диплому Харківського національного університет радіоелектроніки і Європейського диплому університету економіки (м. Бидгощ, Польща) зі спеціалізації Інформаційні технології в медіаіндустрії.
На базі кафедри працює низка лабораторій, у тому числі лабораторія геоінформаційних систем и комп'ютерної графіки та навчально-наукова лабораторія «Поліграфічні технології та обладнання».

### Кафедра програмної інженерії (ПІ)
Кафедра програмної інженерії здійснює підготовку спеціалістів за такими напрямами:
- інженерія програмного забезпечення;
- програмна інженерія.

Підготовка магістрів та докторів філософії відбувається за напрямом «Інженерія програмного забезпечення»
Всі плани за якими відбувається навчання побудовано згідно свовим стандартам.
Завідувачем кафедри є кандидат технічних наук, професор Зоя Володимирівна Дудар.
На кафедрі широко практикується вільний вибір дисциплін для студентів, активно діють факультативні на платній та безоплатній основах. Окрім того, випускники та студенти проходять практику в різних ІТ-компанія України. Підписані договори про співробітництво з:
- Global Logic;
- EPAM Systems (працює спеціальна лабораторія);
- Sigma Software (працює спеціальна лабораторія)[8].

Відбувається залучення провідних спеціалістів компаній-партнерів до навчального процесу: ними проводяться лекції та семінари.
На кафедрі функціює низка гуртків, наприклад гурток «Програміст», лабораторія GameDev, проєкт «IT Talents» тощо.
Також кафедра дозволяє отримати своїм студентам подвійні дипломи та брати участь у літніх та зимових школах закордоном, бо співпрацює з такими університетами:
- Ліннеус університет м. Вакхо (Linnaeus University), Швеція;
- Університет Економіки (WSG) м. Бидгощ, Польща[9].

### Кафедра системотехніки (СТ)
На кафедрі проводиться підготовка фахівців за такими напрямами:
- комп'ютерні науки;
- Автоматизація та комп'ютерно-інтегровані технології[10].

Магістрів та докторів філософії готують за таким спрямуванням «Інформаційні технології проектування» та «Системне проектування» та «Комп'ютеризовані системи управління та автоматика».
Завідувачем кафедри є доктор технічних наук, професор — Ігор Валерійович Гребеннік.
В ПрАТ «Інститут автоматизованих систем» працює філія кафедри з наявністю наукової і виробничої бази, якою керує генеральний директор ІАС к.т.н., проф. Б. О. Колесник.
На базі кафедри функціюють такі лабораторії:
- Наукова лабораторія «Центр інформатизації органів управління» (керівник д.т.н., проф. І. В. Гребеннік);
- Навчально-наукова лабораторія «Моделювання систем» (керівник к.т.н., проф. В. Г. Іванов);
- Навчально-наукова лабораторія «Системного проектування» (керівник к.т.н., доц. Ю. В. Міщеряков);
- Навчально-наукова лабораторія «Прийняття рішень на базі великих даних в організаційних системах» (керівник к.т.н., доц. Н. І. Калита).

### Кафедра штучного інтелекту (ШІ)
Науково-педагогічним складом кафедри штучного інтелекту здійснюється підготовка бакалаврів за спеціалізаціями:
- штучний інтелект;
- комп'ютерні науки.

Також на кафедрі здійснюють підготовку магістрів за спеціалізацією — системи штучного інтелекту, а також докторів філософії зі спеціальністю системи та засоби штучного інтелекту.
Завідувачем кафедри штучного інтелекту є Валентин Олександрович Філатов — доктор технічних наук, професор, науковий керівник центру інформаційних систем та технологій, голова спеціалізованої вченої ради, член редакційної колегії журналу «Сучасний стан наукових досліджень і технологій в промисловості».
На базі кафежри діє низка лабораторій у тому числі:
- Науково-дослідницька лабораторія «Метаінтелект»;
- Філія-кафедра штучного інтелекту та інформаційних систем;
- Лабораторія інтелектуальних систем і технологій.

## Лабораторії
На базі факультету працює низка спеціалізованих лабораторій:
- Університетська науково-навчальна лабораторія «Мережеві технології»[14]
- Науково-дослідницька лабораторія «Метаінтелект»[15]
- Філія-кафедра штучного інтелекту та інформаційних систем[16]
- Лабораторія інтелектуальних систем і технологій[17]
- Науково-навчальний центр інформатизації органів управління[18]
- Навчально-наукова лабораторія системного проєктування[19]
- Навчально-наукова лабораторія «Моделювання систем»[20]
- Навчально-наукова лабораторія «Прийняття рішень на базі великих даних в організаційних системах»[21]

## Декани факультету
- 1962—1969 — доц. В. А. Михайлов;
- 1969—1979 — проф. В. В. Свиридов;
- 1979—1995 — проф. Ю. П. Лук'янов;
- 1995–2000 — проф. В. Ф. Захарченко;
- 2000—2003 — проф. Е. Г. Петров;
- 2003—2015 — проф. В. П. Машталір;
- 2015 — проф., А. Л. Єрохін.

## Міжнародна співпрації
Факультет підтримує контакти з провідними університетами світу: Нідерландів, Фінляндії, Франції, Німеччини, Швеції,  Польщі.